# Liga de Ascenso
A Liga de Ascenso é o segundo nível do futebol profissional mexicano. O campeão da competição é promovido a Primera División de México.
O  torneio  foi  criado  em  1994, sofrendo mudanças na forma de disputa ao longo do tempo. Com o nome Ascenso MX desde 2012, é disputado em dois torneios curtos por ano. Em cada torneio, denominados Apertura e Clausura, os oito times melhor colocados (o primeiro colocado classifica diretamente para a semifinal) se classificam para um campeonato para fases eliminatórias em jogos de ida e volta, quartas-de-final, semifinal e final. O ascesso e o descenso são realizados de dois em dois torneios, levando-se em conta a porcentagem de jogos ganhos nos últimos seis torneios. É promovido um clube e rebaixado um clube.

## Títulos por clube
| Clube                    | Numero de Campeonatos | Temporada(s)                                             |
| ------------------------ | --------------------- | -------------------------------------------------------- |
| Irapuato                 | 4                     | Invierno 1999, Verano 2000, Apertura 2002, Clausura 2011 |
| León                     | 4                     | Verano 2003, Clausura 2004, Clausura 2008, Clausura 2012 |
| Querétaro                | 3                     | Clausura 2005, Clausura 2006, Apertura 2008              |
| La Piedad                | 2                     | Verano 2001, Apertura 2012                               |
| Necaxa                   | 2                     | Apertura 2009, Clausura 2010                             |
| Dorados                  | 2                     | Apertura 2003, Clausura 2007                             |
| Puebla                   | 2                     | Apertura 2005, Apertura 2006                             |
| Tigres UANL              | 2                     | Invierno 1996, Verano 1997                               |
| Pachuca                  | 2                     | 1995-96, Invierno 1997                                   |
| Neza                     | 1                     | Clausura 2013                                            |
| Correcaminos             | 1                     | Apertura 2011                                            |
| Tijuana                  | 1                     | Apertura 2010                                            |
| Mérida                   | 1                     | Clausura 2009                                            |
| Indios de Ciudad Juárez  | 1                     | Apertura 2007                                            |
| Veracruz                 | 1                     | Invierno 2001                                            |
| Gallos de Aguascalientes | 1                     | Invierno 2000                                            |
| Unión de Curtidores      | 1                     | Verano 1999                                              |
| Tigres B                 | 1                     | Verano 1998                                              |
| Venados de Yucatán       | 1                     | Invierno 1998                                            |
| Atlético Celaya          | 1                     | 1994-1995                                                |
| UAG                      | 1                     | Clausura 2014††                                          |
| UDeG                     | 1                     | Apertura 2013                                            |
| FC Juárez                | 1                     | Apertura 2015                                            |

† Equipes na Primeira
†† Equipes em Segunda ou desaparecidos.

## Campeões
| Ano               | Campeão                  | Vice                       | Promovido               |
| ----------------- | ------------------------ | -------------------------- | ----------------------- |
| 1994-1995         | Atlético Celaya          | CF Pachuca                 | Atlético Celaya         |
| 1995-1996         | CF Pachuca               | Gallos de Hermosillo       | CF Pachuca              |
| Invierno 1996     | Tigres UANL              | Atlético Hidalgo           |                         |
| Verano 1997       | Tigres UANL              | Correcaminos UAT           | Tigres UANL             |
| Invierno 1997     | CF Pachuca               | Real Sociedad de Zacatecas |                         |
| Verano 1998       | Tigrillos                | Zacatepec                  | CF Pachuca              |
| Invierno 1998     | Venados de Yucatán       | Chivas Tijuana             |                         |
| Verano 1999       | Venados de Yucatán       | Cruz Azul Hidalgo          | Venados de Yucatán      |
| Invierno 1999     | CD Irapuato              | Zacatepec                  |                         |
| Verano 2000       | CD Irapuato              | Cruz Azul Hidalgo          | CD Irapuato             |
| Invierno 2000     | Gallos de Aguascalientes | CF La Piedad               |                         |
| Verano 2001       | CF La Piedad             | Toros Neza                 | CF La Piedad            |
| Invierno 2001     | Veracruz                 | Real San Luis              |                         |
| Verano 2002       | Real San Luis            | Tigrillos Saltillo         | Real San Luis           |
| Apertura 2002     | CD Irapuato              | CF La Piedad               |                         |
| Clausura 2003     | Club León                | CD Tapatio                 | CD Irapuato             |
| Apertura 2003     | Dorados de Sinaloa       | Cobras de Ciudad Juárez    |                         |
| Clausura 2004     | Club León                | Dorados de Sinaloa         | Dorados de Sinaloa      |
| Apertura 2004     | Club San Luis            | Atlético Mexiquense        |                         |
| Clausura 2005     | Querétaro FC             | Club León                  | Club San Luis           |
| Apertura 2005     | Puebla FC                | Cruz Azul Oaxaca           |                         |
| Clausura 2006     | Querétaro FC             | Indios de Ciudad Juárez    | Querétaro FC            |
| Apertura 2006     | Puebla FC                | Salamanca FC               |                         |
| Clausura 2007     | Dorados de Sinaloa       | Club León                  | Puebla FC               |
| Apertura 2007     | Indios de Ciudad Juárez  | Dorados de Sinaloa         |                         |
| Clausura 2008     | Club León                | Dorados de Sinaloa         | Indios de Ciudad Juárez |
| Apertura 2008     | Querétaro FC             | Irapuato FC                |                         |
| Clausura 2009     | Mérida FC                | Club Tijuana               | Querétaro FC            |
| Apertura 2009     | Necaxa                   | Deportivo Irapuato         |                         |
| Bicentenario 2010 | Necaxa                   | Club León                  | Necaxa                  |
| Apertura 2010     | Club Tijuana             | Veracruz                   |                         |
| Clausura 2011     | Deportivo Irapuato       | Club Tijuana               | Club Tijuana            |
| Apertura 2011     | Correcaminos UAT         | La Piedad                  |                         |
| Clausura 2012     | Club Leon                | Lobos de la BUAP           | Club Leon               |
| Apertura 2012     | CF La Piedad             | Dorados de Sinaloa         |                         |
| Clausura 2013     | Toros Neza               | Necaxa                     | Veracruz                |
| Apertura 2013     | Leones Negros UdeG       | Necaxa                     |                         |
| Clausura 2014     | Tecos Fútbol Club        | Correcaminos UAT           | Leones Negros UdeG      |
| Apertura 2014     | Necaxa                   | Tepic                      |                         |
| Clausura 2015     | Dorados de Sinaloa       | Atlético San Luis          | Dorados                 |

## Mudanças de Divisão
| Clube              | Prom.                                           | Rebaixamentos                                   |
| ------------------ | ----------------------------------------------- | ----------------------------------------------- |
| Zacatepec          | 5 (1950–51, 1962–63, 1969–70, 1977–78, 1983–84) | 5 (1961–62, 1965–66, 1976–77, 1982–83, 1984–85) |
| Pachuca            | 4 (1966–67, 1991–92, 1995–96, 1997–98)          | 3 (1972–73, 1992–93, 1996–97)                   |
| Querétaro          | 4 (México 86,1989–90,2005–06,2009–10)           | 3 (1993–94, 2006–07, 2012–13)                   |
| Irapuato           | 4 (1953–54, 1984–85, 1999-2000*, 2002–03)       | 2 (1971–72, 1990–91)                            |
| San Luis           | 4 (1970–71, 1975–76, 2001–02, 2004-2005)        | 3 (1973-/74,1988–89,2002–03)                    |
| Atlas              | 3 (1954–55, 1971–72, 1978–79)                   | 3 (1953–54, 1970–71, 1977–78)                   |
| Veracruz           | 2 (1963–64, 2001–02)                            | 4 (1951–52, 1978–79, 1997–98, 2007–08)          |
| Zamora             | 2 (1954–55, 1956–57)                            | 2 (1955–56, 1959–60)                            |
| Tampico            | 2 (1964–65, 1972–73)                            | 2 (1966–67, 1974–75)                            |
| Atlante            | 2 (1976–77, 1990–91)                            | 2 (1975–76, 1989–90)                            |
| Curtidores         | 3 (1982–83, 1998-99*)                           | 2 (1980–81, 1983–84)                            |
| Monterrey          | 3 (1955–56,1959–60)                             | 1 (1956–57)                                     |
| Puebla             | 3 (1969–70,1998–99, 2006–07)                    | 2 (1998–99, 2004–05)                            |
| Morelia            | 2 (1956–57, 1980–81)                            | 1 (1967–68)                                     |
| Tigres UANL        | 2 (1973–74, 1996–97)                            | 1 (1995–96)                                     |
| León               | 2 (1989–90, 2012–2013)                          | 2 (1986–87,2001–02)                             |
| La Piedad          | 2 (Ver 2001*) (2012–2013)                       | 1 (---)                                         |
| Correcaminos UAT   | 1 (1986–87)                                     | 1 (1994–95)                                     |
| Ciudad Juárez      | 1 (2007–08)                                     | 1 (2009–10)                                     |
| Toros Neza         | 1 (1988–89)                                     | 1 (1999–2000)                                   |
| Tecos Fútbol Club  | 1 (1974–75)                                     | 1 (2011–2012)                                   |
| Tijuana            | 1 (2011–12)                                     | 0                                               |
| UDeG               | 1 (2011–12)                                     | 0                                               |
| Club Deportivo Oro | 0                                               | 1 (1979–80)                                     |